# گردشگری در ایران

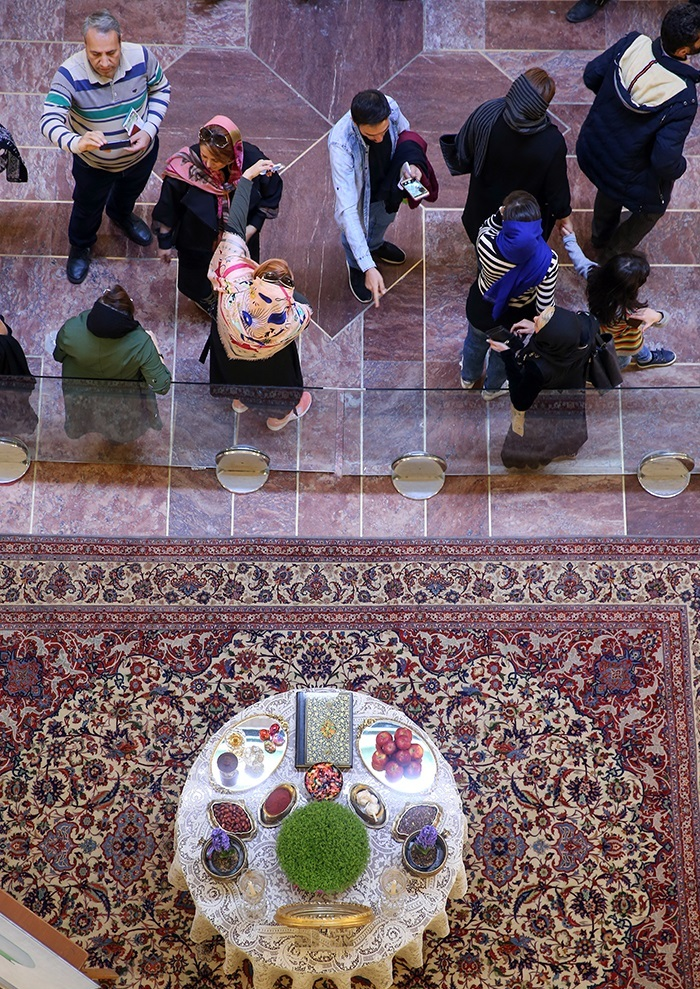
گردشگران نوروزی در کاخ نیاوران، تهران در مارس ۲۰۱۹‏

صنعت گردشگری در ایران از ظرفیت‌های بسیار بالایی برای رشد و گسترش برخوردار است. بر اساس گزارش سازمان جهانی گردشگری، ایران رتبه دهم جاذبه‌های باستانی و تاریخی و رتبه پنجم جاذبه‌های طبیعی را در جهان دارا است در سال ۱۳۹۵، مجموعاً ۴٬۹۱۱٬۹۲۰ گردشگر خارجی از ایران بازدید کرده‌اند و نسبت به سال پیش از آن ۹٫۹ درصد کاهش داشته‌است.
به نظر کارشناسان، این صنعت از توسعه‌ای که شایستهٔ آن است برخوردار نبوده‌است. از دلایل آن می‌توان به آماده نبودن بسترهای اقتصادی مناسب در ایران برای جذب سرمایه‌گذاری در ساخت هتل و سایر صنایع جانبی این حوزه اشاره کرد. بی‌خبر بودن سرمایه‌گذاران از زمینه‌های موجود در ایران و تبلیغات ضعیف و نیز انتشار اخبار منفی از ایران، محدودیت‌های اجتماعی و مذهبی برای گردشگران خارجی و همچنین تنش‌های سیاسی با بعضی کشورهای غربی نیز از دیگر موانع در راه رشد صنعت گردشگری در ایران است.
در مقایسه با ایران، برخی کشورها توانسته‌اند کارنامه موفقی را در این زمینه از خود برجای بگذارند. به‌طور مثال تنها در سال ۲۰۰۷ میلادی، حدود ۵ میلیون گردشگر خارجی از شهر دبی در کشور امارات متحده عربی در جنوب خلیج فارس دیدار کردند. این در حالی است که کشور ایران با سهمی کمتر از یک پانزدهم تعداد گردشگران شهر دبی در سال مشابه، تنها کمتر از یک درصد سهم درآمد جهانی از صنعت توریست  را به خود اختصاص داده‌است.
بیشتر گردشگران وارد شده به ایران عموماً از ۲ کشور عراق و لبنان هستند که برای زیارت یا درمان به ایران سفر می‌کنند.

## پیشینه

### سلطنت پهلوی
تا اوایل دههٔ ۱۹۶۰ میلادی، ایران توجه اندکی به گردشگری کرده بود. کمبود امکانات و زیرساخت‌های مسافرت، سفر در ایران را بسیار سخت کرده بود. سرانجام، شاهنشاهی پهلوی شروع به ایجاد سنگفرش، بزرگراه و هتل کرد و شمار گردشگران وارد شده به این کشور، به‌طور پیوسته از دههٔ ۱۳۴۰ تا سال ۱۳۵۷ افزایش یافت. با این حال، آشفتگی سیاسی در سال ۱۳۵۷ که منجر به سرنگونی سلطنت در ایران شد، در عمل صنعت گردشگری در ایران را تعطیل کرد. در میان سال‌های ۱۳۴۳ تا ۱۳۵۷ موافقت‌نامه‌های جهان‌گردی با کشورهایی در جهان و عضویت در سازمان جهانی جهان‌گردی و اتحادیهٔ جهانی سازمان‌های رسمی جهان‌گردی توسط سازمان جهان‌گردی و وزارت اطلاعات ایران به امضا رسیدند که شرایط را بهتر می‌ساخت.

### جمهوری اسلامی

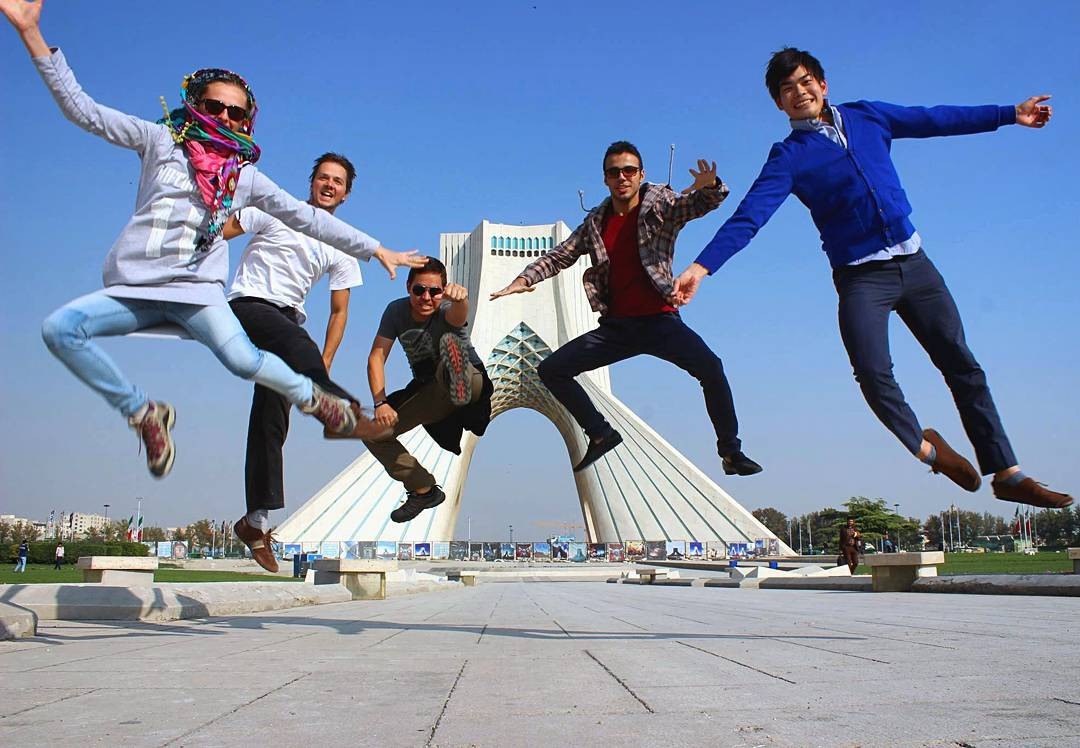
شماری از گردشگران در کنار برج آزادی در سال ۲۰۱۷

پرویز ورجاوند که خود در دهه چهل مرکز خدمات جهانگردی ایران را پایه‌گذاری کرده بود در خصوص وضعیت این صنعت می‌گوید از دوران بعد از انقلاب و به‌ویژه بعد از دولت موقت گروهی از کارگزاران حکومت در برابر پدیده جهانگردی و به‌تدریج ایرانگردی به موضع‌گیری پرداختند و در عمل با این صنعت و پدیده فرهنگی-اجتماعی روز جهان به گونه یک ضدّارزش برخورد کردند. در جریان نخستین روزهای آشفته انقلاب بیش از هر جایی واحدهای وابسته به جهانگردی آسیب دیدند و به اشغال درآمدند. در بیشتر شهرها تنها مهمانسرای شهر که نقش مهم در زندگی اجتماعی فرهنگی شهرها داشتند به تسخیر کمیته‌ها درآمدند و در شهرهای بزرگتر هتل‌ها بوسیله گروههای دانشجویی و غیره اشغال شدند و بسیاری از هتلها بوسیله نهادهایی چون بنیاد مستضعفان مصادره شدند و به ادامه کار بخش خدمات به نسبت ورزیده آنها پایان داده شد و کسانی که با الفبای جهانگردی و پذیرایی و سیر و سفر آشنایی نداشتند بر کار هتلها و آژانسها و اردوگاههای جهانگردی مسلط شدند. بسیاری از واحدهای مجهز پذیرایی که با سرمایه زیاد از کیسه ملت پدید آمده بود مورد غارت قرار گرفتند که از آن جمله می‌توان به مجموعه‌های جزیره کیش اشاره داشت.  این سرآغاز سیاست ویرانگری بود که بر صنعت جهانگردی و ایرانگردی ایران حاکم گشت. به نظر گروهی از کارگزاران جدید واژه جهانگردی و ایرانگردی برابر بود با فساد و پلیدی و عیاشی. از اینرو با تمامی توان به تخریب زیر ساخت‌های . جهانگردی پرداختند و در برخی هتل ها حتی توالت‌های فرنگی را به ایرانی تبدیل کردند! جنگ ویرانگر هشت‌ساله یاری‌دهنده این جریان فکری بود و در عمل موجبات توقف فعالیت‌های جهانگردی را فراهم آورد و وسیله‌ای به دست داد تا ایرانگردان را نیز در سفر به شهرهای مختلف و انجام استراحت‌های چندوزه از نظر روانی زیر فشار قرار دهند. با پایان گرفتن جنگ و فشار شدید اقتصادی تصور چنین بود که تلاشی در خور در کار بازسازی اساسی تأسیسات جهانگردی و تنظیم برنامه‌های کلان در این باره به عمل خواهد آمد، باشد که با فعال شدن این صنعت بخشی از بیکاران بدان جذب شوند و در عمده بخش‌های فقرزده کشور رونق نسبی پدیدار گردد. ولی در عمل چنین نگشت و تا به امروز هنوز روزنه امیدی، چنانکه باید، به چشم نمی‌خورد.
حکومت جمهوری اسلامی در پی تلاش برای از بین بردن اثرهای غربی، شمار گردشگران را از کشورهای غیرمسلمان کاهش داد و بخش خدماتی ایرانی که به صنعت گردشگری وابسته بود، فروریخت. با این حال، دولت ایران بعداً تلاش کرد که ایران را به عنوان یک مقصد گردشگری ترویج دهد. اکنون، خدمات مرتبط با گردشگری، تنها بخش کوچکی از اقتصاد ایران هستند. در دههٔ ۱۳۹۰، با گذشت هر سال، سفرهای خارجی ایرانیان بیشتر شد. از مهم‌ترین مقاصد گردشگری خارجی ایرانیان نیز، می‌توان به ترکیه و امارات متحده عربی اشاره داشت. ایران در رتبه‌های بالا از دید فرستادن گردشگر به ترکیه قرار گرفت و تنها در نیمهٔ نخست سال ۲۰۱۸ میلادی، یک میلیون و ۱۵۹ هزار گردشگر ایرانی به ترکیه سفر کردند. در شش ماه نخست سال ۱۳۹۸، چهار میلیون و ۲۵۸ هزار و ۹۴۴ نفر از ایران خارج شدند و چهار میلیون و ۹۹۸ هزار و ۲۱۵ گردشگر خارجی به ایران سفر کردند؛ این آمار، در مقایسه با زمان مشابه در سال ۱۳۹۷، رشد ۲۶٫۳۴ درصدی ورود گردشگر به ایران را نشان می‌داد. کشورهای همسایهٔ ایران در فرستادن گردشگر به ایران پیشتاز هستند. در سال ۱۳۹۸ اعلام شد که عراق، آذربایجان، افغانستان، ترکیه و پاکستان، بیشترین گردشگر را به ایران فرستاده‌اند. با این حال، در آمار رسمی دوران جمهوری اسلامی، ابهاماتی وجود دارد؛ مهرداد بائوج لاهوتی از عضوهای فراکسیون گردشگری مجلس شورای اسلامی، یکی از آمار میلیونی گردشگران را در دوران جمهوری اسلامی غیرواقعی دانست و گفت سازمان مربوطه «برعکس روش استاندارد محاسبه گردشگر خارجی در دنیا که بر اساس قرارداد هتل‌ها به دست می‌آید، فقط ورود شهروندان خارجی از مرزها را در نظر می‌گیرد».

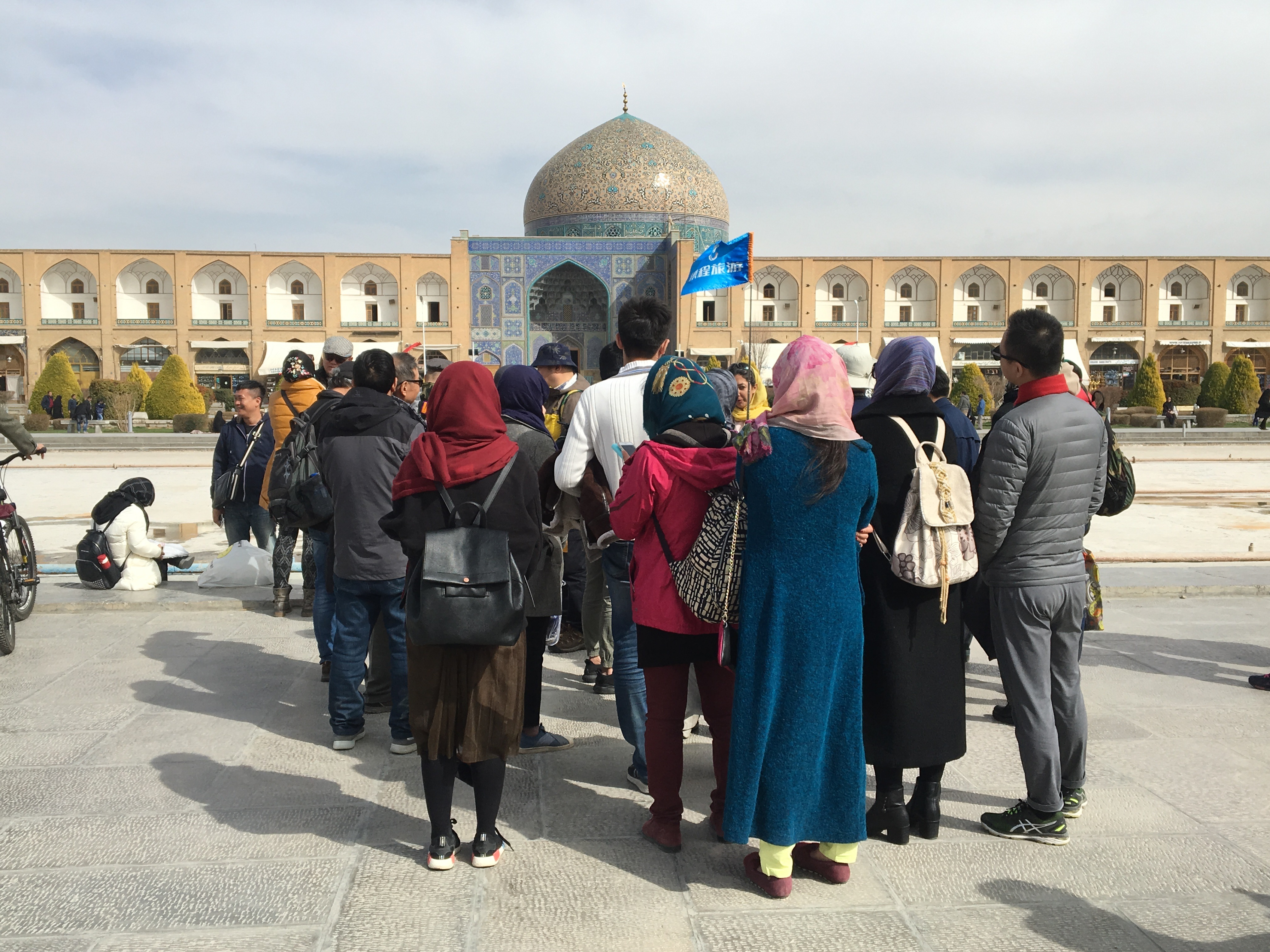
گردشگران چینی در اصفهان، فوریهٔ ۲۰۱۸

در دوره جمهوری اسلامی، در مورد چرایی‌هایی جذب نشدن گردشگرهای اروپایی به ایران، عموماً به محدودیت‌های دینی و اجتماعی در درجهٔ نخست و پس از آنان به کمبود زیرساخت‌های گردشگری ایران اشاره شده‌است. به صورت کلی، در فضای انقلابی سال‌های نخست پس از انقلاب ۱۳۵۷ و دوران جنگ ایران و عراق، گردشگری موضوعی فرعی و گوناگون شمرده می‌شد و تا آغاز نخستین برنامهٔ پنج سالهٔ توسعهٔ پس از جنگ با عراق، هیچ جایی در برنامه‌های دولت جمهوری اسلامی نداشته‌است. اما بعدها نیز مشکلات ادامه داشتند؛ ناوگان‌های هواپیمایی، زمینی و ریلی ایران که نقشی بزرگ در دریافت گردشگر می‌توانستند داشته باشند، با مشکلات بسیاری روبه‌رو شدند و به عنوان نمونه، تحریم‌های اقتصادی آمریکا صنعت هوایی ایران را زمینگیر کرد. سیستم راه‌آهن ایران هم قدیمی و فرسوده شد. به این مشکل‌ها، کمبود امکانات رفاهی همانند هتل و مرکزهای خدماتی نیز افزوده شده بود. بیشتر هتل‌های کشور در این دوره قدیمی شده و در سال‌های گذشته، سرمایه‌گذاری چندانی در جهت ساختن هتل‌های تازه و بازسازی هتل‌های قدیمی، انجام نشده بود. بخش بزرگی از هتل‌های بزرگ ایران نیز در اختیار نهادهایی چون بنیاد مستضعفان انقلاب قرار گرفت و بخش خصوصی، نقش چندانی در هتل‌داری نداشت.
در سال ۱۴۰۰، خطر حذف‌شدن ایران از چرخهٔ گردشگری جهان به دلیل بستن شبکه‌های اجتماعی با طرح صیانت مورد توجه رسانه‌ها قرار گرفت.

## جاذبه‌های گردشگری

### شمال

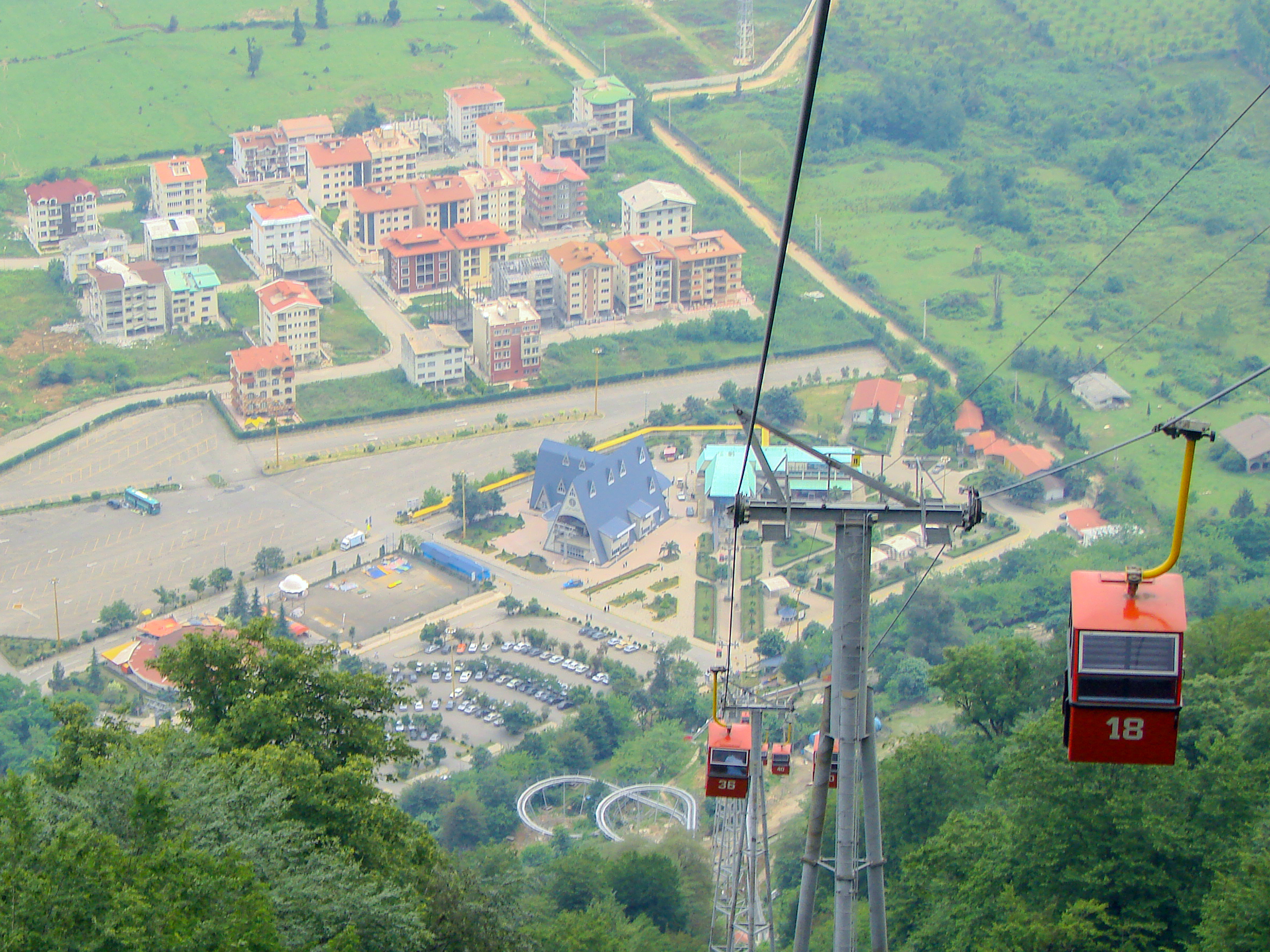
تله کابین و نمایی از شهرک توریستی تفریحی نمک آبرود در استان مازندران

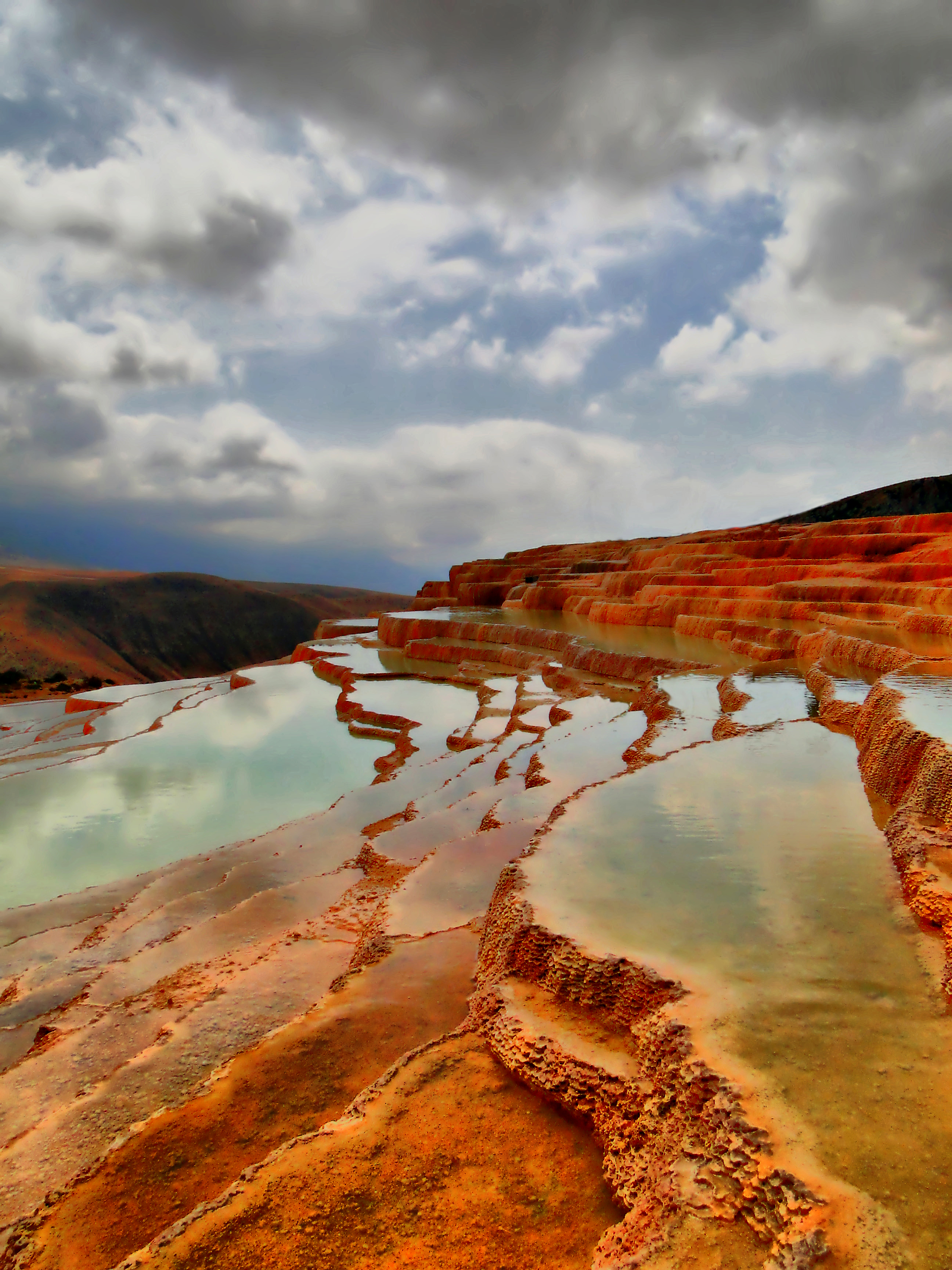
چشمه باداب سورت ساری دومین میراث طبیعی ثبت شده در ساری

سواحل دریای مازندران (کاسپین)، تالاب انزلی و ماسوله از دیدنی‌های این ناحیه هستند. منطقه کوهستانی ماسوله در استان گیلان که حدود ۳۰ آبادی کوچک و بزرگ را دربردارد خانه‌ها با استفاده از چوب و پنجره‌های مشبک چوبی به صورت مشرف بر یکدیگر در دامنه کوه بنا شده‌اند. از جمله جاذبه‌های طبیعی این ناحیه پارک جنگلی سی سنگان است که در شرق شهرستان نوشهر قرار دارد. در این ناحیه جنگلی امکاناتی نظیر میز و نیمکت‌های چوبی، سرویس‌های بهداشتی، آلاچیق چوبی، اجاق‌های آتش و چادرهایی جهت اسکان مسافران ساخته شده‌است که البته به نسبت انبوه مسافران ناکافی است. متأسفانه در این ناحیه به دلیل عدم فرهنگ صحیح استفاده از پارک و کارهایی نظیر روشن کردن آتش زیر درختان، کندن پوست درختان با چاقو، ریختن زباله و استفاده از تفنگ‌های ساچمه‌ای محیط زیست تخریب می‌شود.
یکی دیگر ار جاذبه‌های برجسته طبیعی در شمال ایران پارک ملی گلستان است که میان گنبد کاووس و بجنورد قرار دارد. در این پارک همانند پارک‌های ملی دیگر کشورها، منطقه‌ای به بخش تفرجگاه اختصاص یافته که سالیانه صدها هزار نفر به آن وارد می‌شوند. تجمع بیش از اندازه توریست‌ها در مراکز تفریحی این ناحیه سبب، آسیب رساندن به پوشش گیاهی و فرار و جابه‌جایی غیرعادی حیوانات می‌شود و آلودگی‌های ایجاد می‌کند.

### جنوب
کناره‌های خلیج فارس و تنگه هرمز به دلیل آب و هوای گرم برای گذراندن اوقات فراغت به ویژه در فصل زمستان مناسب است. جنگل‌های سحرآمیز حرا در سواحل بندرعباس که به هنگام مد تا نیمه به زیر آب می‌روند و هنگام جزر سر از آب بیرون می‌آورند از دیدنی‌های این ناحیه است.

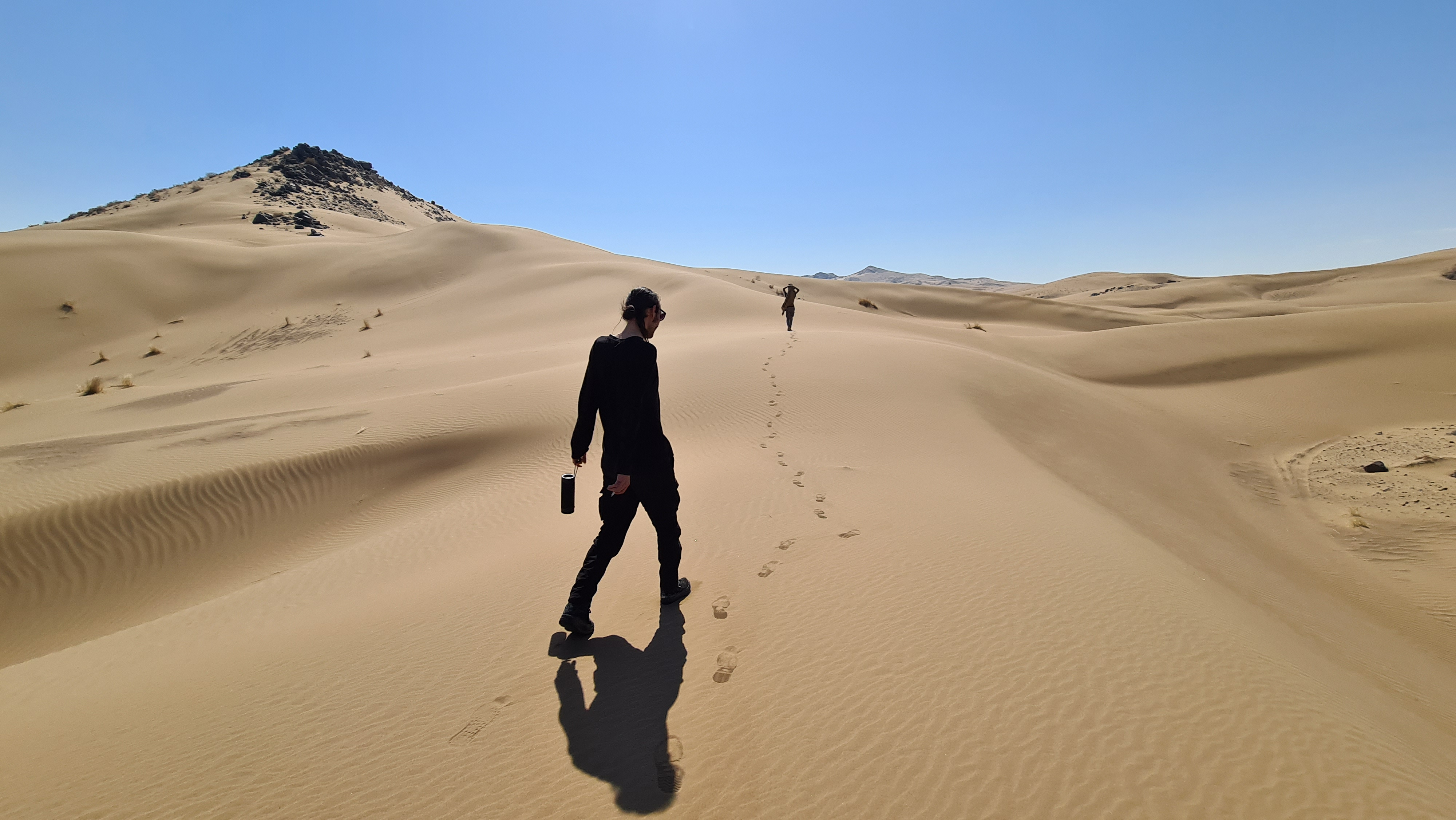
کویر مرنجاب از جاذبه های گردشگری طبیعی ایران

### مرکز

#### تهران
تهران یکی از مهم‌ترین کانون‌های گردشگری ایران است و این شهر دارای مجموعه‌ای از جاذبه‌های معروف گردشگری است. در سال ۱۳۹۶ اعلام شد که سالانه یک میلیون و ۲۰۰ هزار گردشگر خارجی از تهران بازدید کرده‌اند. بی‌ثباتی منطقه خاورمیانه، سیاست‌های خارجی جمهوری اسلامی ایران و محدودیت‌های داخلی ایران باعث کاهش تعداد گردشگران شده‌است. همچنین کمپین‌ها و تبلیغات منفی برخی دولت‌ها علیه ایران، باعث کمتر شدن تعداد گردشگران خارجی در ایران و تهران شده‌است.

### غرب و شمال غربی
بلندی‌های البرز و زاگرس در هنگام زمستان که پوشیده از برف بوده و حوزه‌های ورزش زمستانی را تشکیل می‌دهند. در فصل تابستان دامنه‌های این بلندی‌ها با آب و هوای معتدل، چشم‌اندازهای طبیعی، آبشارها، چشمه‌سارها و غارهای طبیعی به عنوان جاذبه در نظر گرفته شده‌اند. لرستان و کوهستان و جنگلهای بلوط و آبشارهای زیبا و دامنه‌های شاهو و آبیدر در کردستان و همچنین طبیعت دامنه‌های سبلان و سهند و بزقوش در آذربایجان و مراغه و سراب، اردبیل و مشگین‌شهر منطقه دماوند در البرز و… از نواحی عمده جذب مسافر در فصل تابستان است. همچنین وجود آبشار های زیبا و شگفت انگیز نظیر آبشار سیبیه خانی در شهرستان خلخال و چشمه های آبگرم و مراکز آبدرمانی سرعین در استان اردبیل نیز از جمله مناطق طبیعی و تفریحی در شمالغرب است.از حوزه‌های مهم ورزش زمستانی در ایران می‌توان آبعلی، دیزین، شمشک و توچال را در ارتفاعات البرز نام برد.

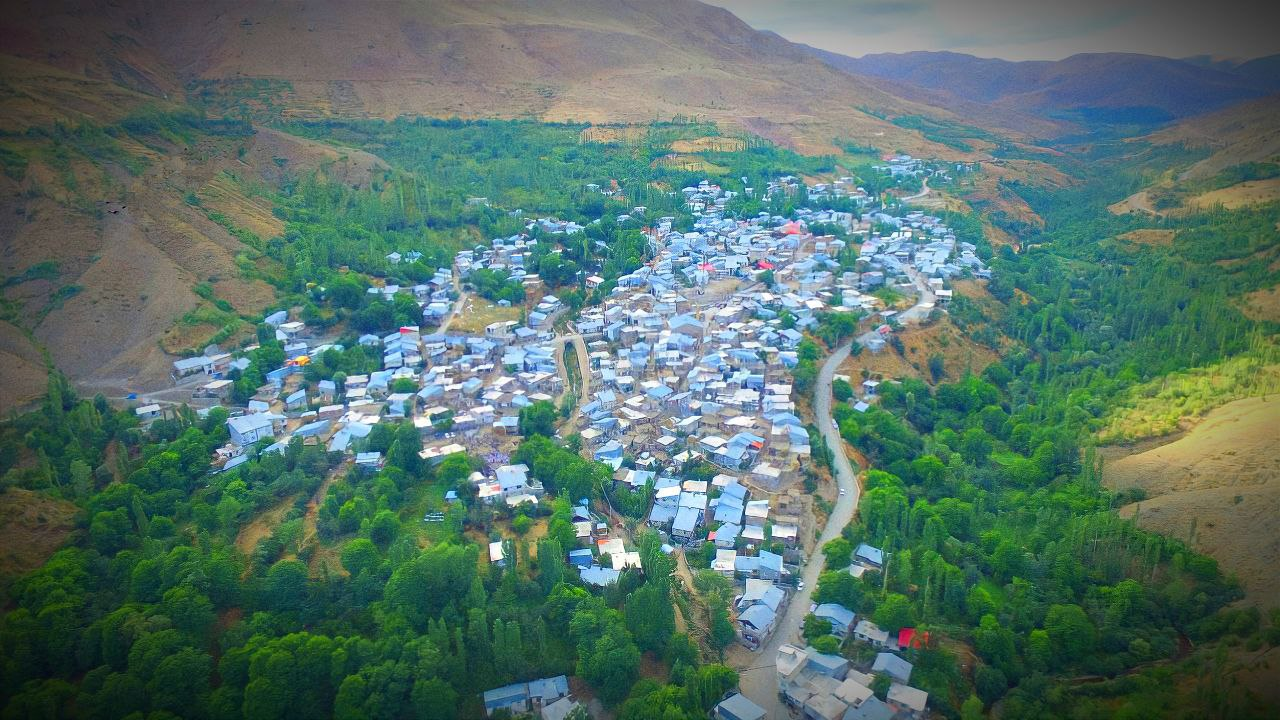
روستای هدف گردشگری لرد در بخش شاهرود شهرستان خلخال استان اردبیل

### جاذبه‌های فرهنگی و تاریخی

#### مذهبی
شهر مشهد به دلیل وجود بارگاه امام رضا مهم‌ترین قطب مذهبی این کشور است. همه ساله تعداد زیادی از زائران ایرانی و خارجی از کشورهای همسایه و مسلمان به این شهر سفر می‌کنند. در اطراف حرم مطهر نیز بناهای متعددی، چون صحن مسجد گوهرشاد و … وجود دارد که از نظر کاشی کاری، معماری و هنرهای تزئینی از سازه‌های مذهبی اسلامی به‌شمار می‌روند.

#### تاریخی

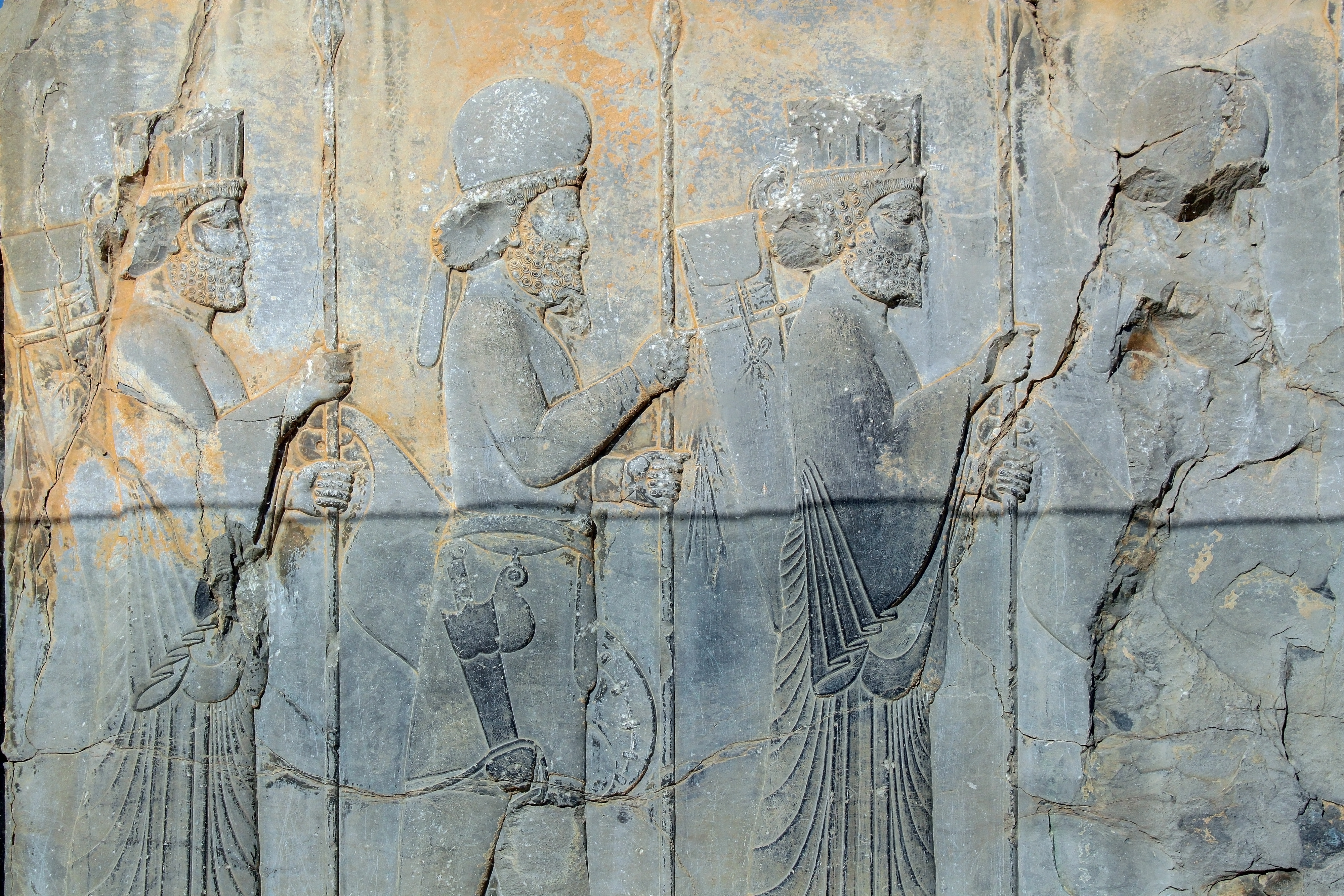
تخت جمشید معماری دوره هخامنشی از جاذبه های توریستی مهم ایران

استان فارس با بناهای و آثار باستانی قبل از تاریخ شامل سنگ نگاره‌های غار نشینان روستای دهمورد و بناهای باستانی چون تخت جمشید، نقش رستم و خرابه‌های استخر، پاسارگاد (آرامگاه کوروش بزرگ) و آسیاب‌های تاریخی روستای دهمورد به همراه آتشکده و تپه چندین هزار ساله اش و آثار تاریخی «پس از اسلام» چون مسجد و حمام و بازار وکیل شیراز، دروازه قرآن و آرامگاه حافظ و سعدی از قطب‌های عمده گردشگری فرهنگی و تاریخی کشور محسوب و پایتخت فرهنگی ایران باستان می‌باشد. شهر اصفهان نیز با وجود میدان نقش جهان، عمارت عالی قاپو، مسجد امام خمینی، مسجد شیخ لطف‌الله، بازار قیصریه، سی و سه پل، پل خواجو و کاخ چهل ستون گنجینه‌ای از هنرهای گوناگون معماری، مینیاتور، کاشی کاری و حجاری را به وجود آورده‌است و به عنوان پایتخت فرهنگی ایران اسلامی شناخته می‌شود. استان آذربایجان شرقی با داشتن اماکن تاریخی زیاد مانند روستای کندوان، رصدخانه مراغه، قلعه بابک کلیبر، قلعه ضحاک، گنبد سرخ مراغه و در شهر تبریزکه به عنوان شهر اولین‌ها ایران شناخته می‌شود و درسال ۲۰۱۸ به عنوان پایتخت گردشگری کشورهای اسلامی انتخاب شد، دارای اماکن تاریخی چون ارگ تبریز (علیشاه)، عمارت ائل گلی، ربع رشیدی، مسجد کبود، مسجد جامع، بازار بزرگ تبریز، مقبره الشعرا، کاخ شهرداری، موزه قاجار، موزه مشروطه، برج آتشنشانی، آرامگاه دو کمال، موزه سفال، موزه آذربایجان و…، از قطب‌های گردشگری کشور محسوب می‌شود. استان کرمانشاه هم با وجود آثار تاریخی قبل از اسلام چون موزه پارینه سنگی، سنگ‌نگاره آنوبانی‌نی، سنگ نبشته بیستون (بزرگترین نبشته جهان)، طاق بستان، طاق گرا، معبد آناهیتا، تندیس هرکول، فرهادتراش تپه و شکارگاه و آثار تاریخی بعد از اسلام مثل کاروانسرای عباسی، تکیه معاون الملک، تکیه بیگلربیگی، مسجد شافعی، مسجد عمادالدوله، مسجد و حمام حاج شهبازخان، بزرگترین بازار سنتی خاورمیانه، معماری، آینه کاری، کاشی کاری، این استان را یکی قطب‌های گردشگری فرهنگی، تاریخی ایران را به وجود آورده‌است.

## آمار و ارقام در رابطه با گردشگری در ایران
- در نیمه نخست سال ۱۳۹۱، استان‌هایی که بیشترین گردشگر خارجی را داشته‌اند به ترتیب خراسان رضوی، ایلام، آذربایجان غربی، اردبیل، آذربایجان شرقی، تهران، خوزستان، گیلان، سیستان و بلوچستان و کردستان اعلام شدند. به نظر می‌رسد دلیل دوم شدن ایلام در این مقاصد، ورود گردشگران عراقی از مرز ایلام به ایران است. همین قاعده برای سیستان و بلوچستان هم وجود دارد؛ گردشگران افغانستان و پاکستان از این مسیر به ایران می‌آیند.[۲۲]

## هتل‌ها و اقامتگاه‌های گردشگری
در ۸ بهمن ۱۳۹۹ رئیس جامعهٔ هتل‌داران ایران اعلام داشت که گرانی، چراییِ مراجعه نکردن مردم به هتل‌ها نبوده‌است و به دلیل وجود «برخی محدودیت‌ها» در هتل، مردم به سمت خانه‌های اجاره‌ای می‌روند.

## زیرساخت

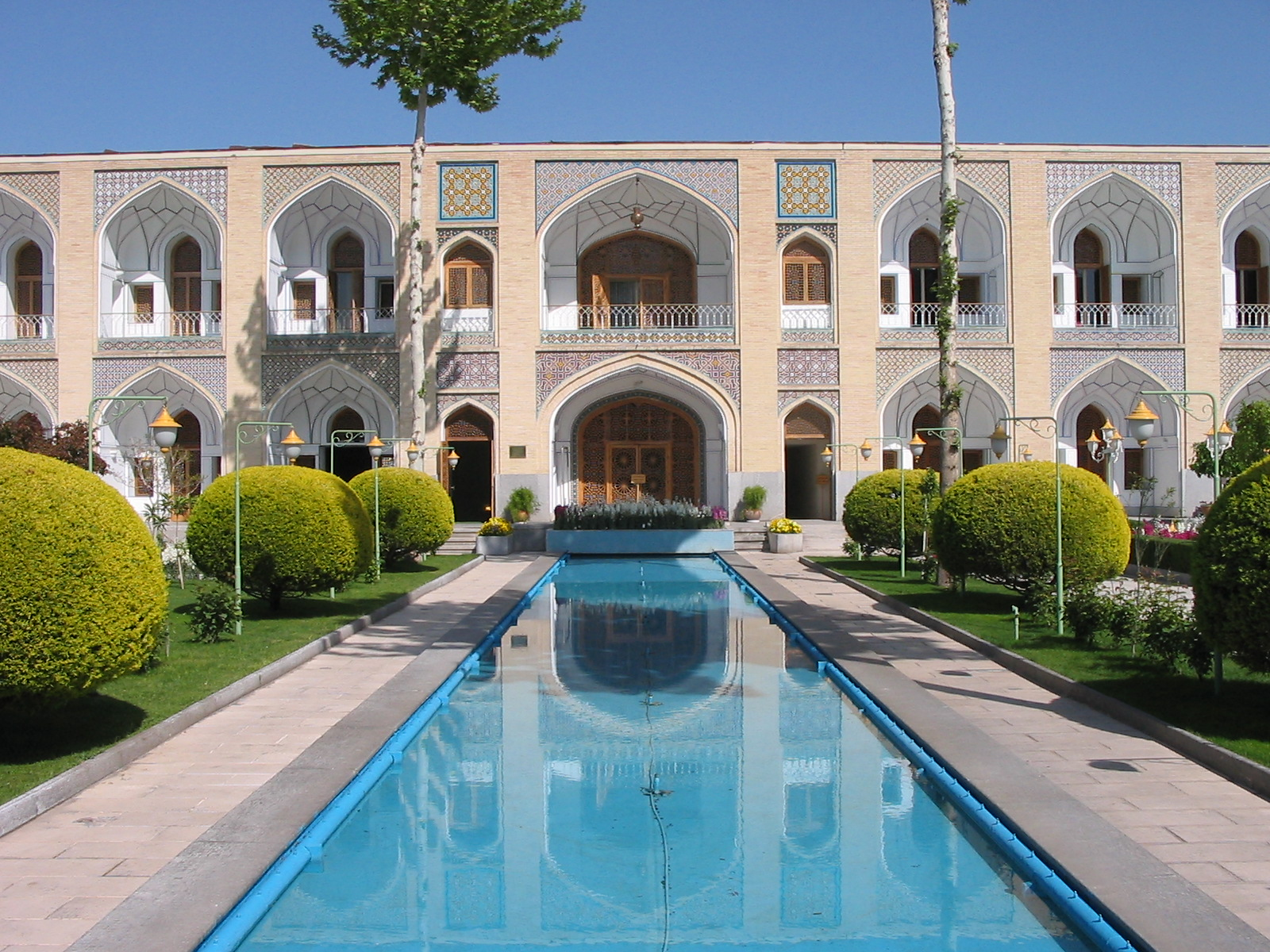
هتل سنتی عباسی اصفهان

بر اساس چشم‌انداز ۲۰ ساله، سهم ایران از صنعت گردشگری جهان باید از ۰٫۰۹ درصد در سال ۲۰۰۴ به ۱٫۵ درصد در سال ۲۰۲۵ (حدود ۲۰ میلیون گردشگر) برسد.از طرفی در دوران اوج کرونا خسارت‌های فراوانی به صنعت گردشگری ایران و جهان وارد شد، هرچند کشورهای دیگر درهای خود را زودتر از ایران به روی گردشگران باز کردند اما در ایران برای سال‌ها چرخه حرکت این صنعت متوقف ماند. به‌طور مشخص یکی از عوامل مهم عقب ماندگی ایران در جذب گردشگر خارجی در مقایسه با جهان، نبود یا حداقل کمبود برخی از زیرساخت‌ها است.آمارهای منتشر شده توسط مجمع جهانی اقتصاد و کسب رتبه‌های ضعیف توسط ایران در حوزه زیرساخت حمل‌و نقل هوایی، زمینی و گردشگری، گواهی بر این موضوع است.در سال ۲۰۲۲، حدود ۴ میلیون گردشگر خارجی به ایران سفر کردندو بر اساس برآوردهایی که انجام شده‌است، درحال حاضر زیرساخت‌های گردشگری برای پذیرش همین تعداد ۴ تا ۵ میلیون گردشگر جوابگوست.مهم‌ترین دلایل آن را می‌توان در کاستی‌های حمل و نقل، کمبود هتل و واحد‌های اقامتی، ظرفیت اندک فرودگاه‌های بین المللی و زیرساخت‌های مالی نامساعد خلاصه کرد. به عنوان مثال زیرساخت حمل و نقل با مشکلاتی همچون تعداد کم هواپیما، اتوبوس و قطار دست به گریبان است و ایمنی بسیاری از جاده‌ها نیز همچنان با استاندارد‌ها در این زمینه فاصله دارند. از سوی دیگر ظرفیت پذیرش روزانه هزاران مسافر و ارائه خدمات رفاهی به آنان با چالش‌هایی در بزرگترین و مهم‌ترین فرودگاه بین الملی کشور روبروست. همچنین به دلیل پاره ای از مشکلات سیاسی و تحریم‌ها که به دنبال آن محدودیت‌هایی در زمینه مبادلات مالی در سطح بین المللی برای ایران وجود آورده‌است، زیرساخت‌های استفاده از این ابزار در کشور وجود ندارد و باعث شده‌ گردشگران خارجی از خدمات کارت اعتباری خود در ایران محروم باشند و به ناچار دارایی خود را به صورت پول نقد با خود حمل کنند که این کار نیز علاوه بر زحمت‌های بسیار، امنیت آن‌ها را نیز به خطر می‌اندازد.
با وجود بهبود زیرساخت‌های گردشگری ایران نسبت به سال‌های گذشته، فهرست شاخص‌های رقابتی در صنعت توریسم نشان می‌دهد که ایران همچنان فاصله زیادی تا کشور‌های توریستی دارد.

## آمارها و برآوردها
به گفته کارشناسان گردشگری به صورت غیر مستقیم ۶٫۱ تولید ناخالص ملی و نیم درصد اشتغال را به عهده دارد و توجه بیشتر به آن، می‌تواند این کشور را از بحران اشتغال خارج سازد.
مشهد، تهران، رشت، قم، ساری، بندرانزلی، شیراز، اصفهان،یزد، کرمانشاه با بیشترین شمار سفر، ده شهرستان با بیشترین گردشگر پذیر در کشور ایران در تابستان سال هزار و سیصد و نود و دو بوده‌اند. بیشتر سفرها در شهرستان‌های مشهد، تهران، قم، ساری، شیراز، اصفهان و چالوس از نوع سفرهای با اقامت شبانه و عمده سفرها در شهرستان‌های رشت، قزوین و بندرانزلی از نوع سفرهای بدون اقامت شبانه بوده‌است. شهرهای مشهد، تهران، رشت، شیراز و قم ۵ شهری بوده‌اند که بیشترین مقصد اصلی سفر را به خود اختصاص داده‌اند.

## در رسانه

### مجله‌ها
فصلنامه گیلگمش با رویکرد آگاهی‌رسانی و ایجاد انگیزه تحقیق و پژوهش برای علاقه‌مندان، دانشجویان، محققان، دست‌اندرکاران میراث فرهنگی، میراث طبیعی، میراث ناملموس، گردشگری، هنرهای سنتی و سایر مخاطبان، با پرداختن به موضوعات فرهنگی و تاریخی، محیط زیست و طبیعت گردی و با نگاهی به چالش‌های روز صنعت گردشگری به صورت فصلی و زیر نظر کانون راهنمایان گردشگری ایران (IFTGA) تهیه و منتشر می‌شود.

## نگارخانه

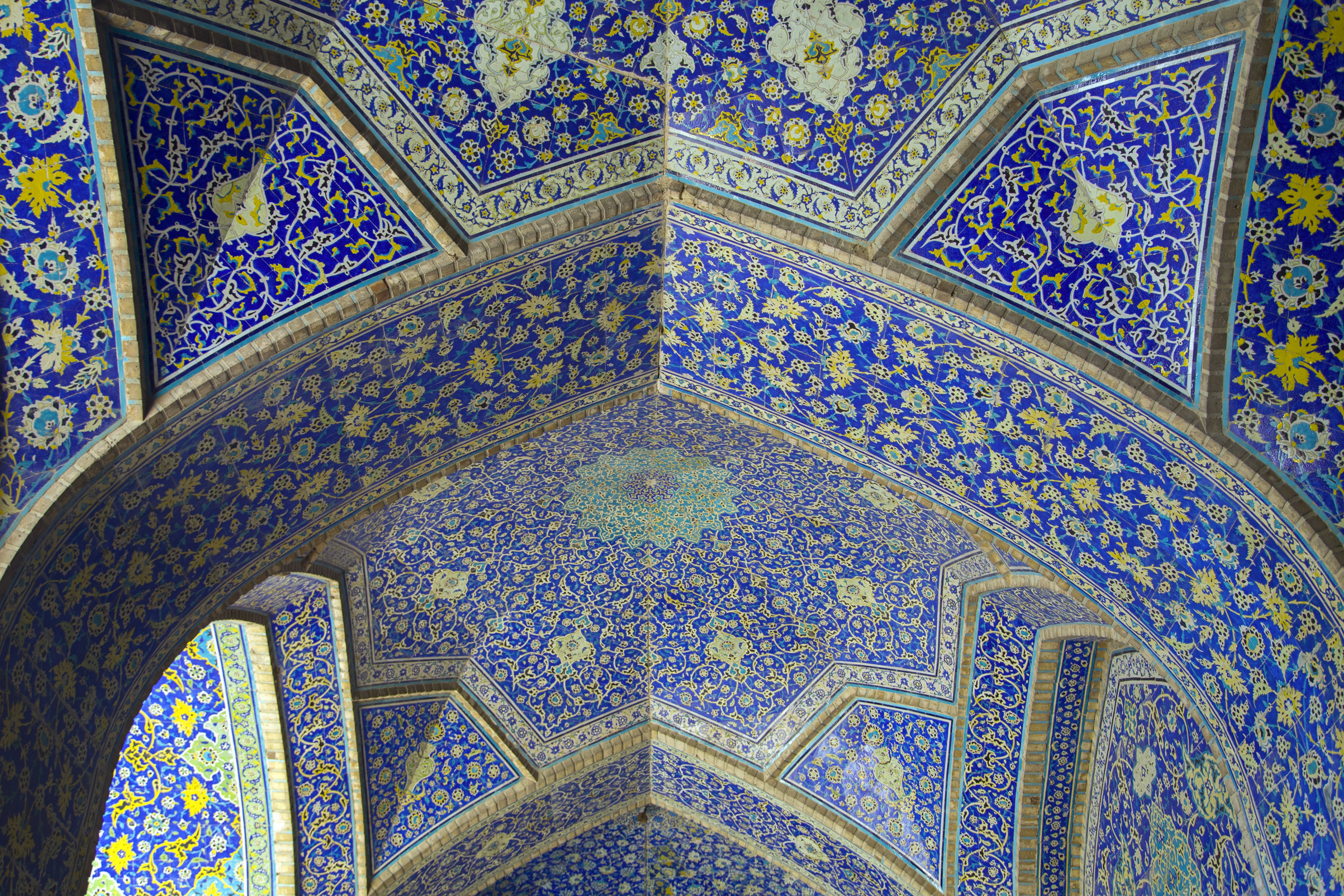
مسجد شاه اصفهان از جاذبه های گردشگری تاریخی ایران
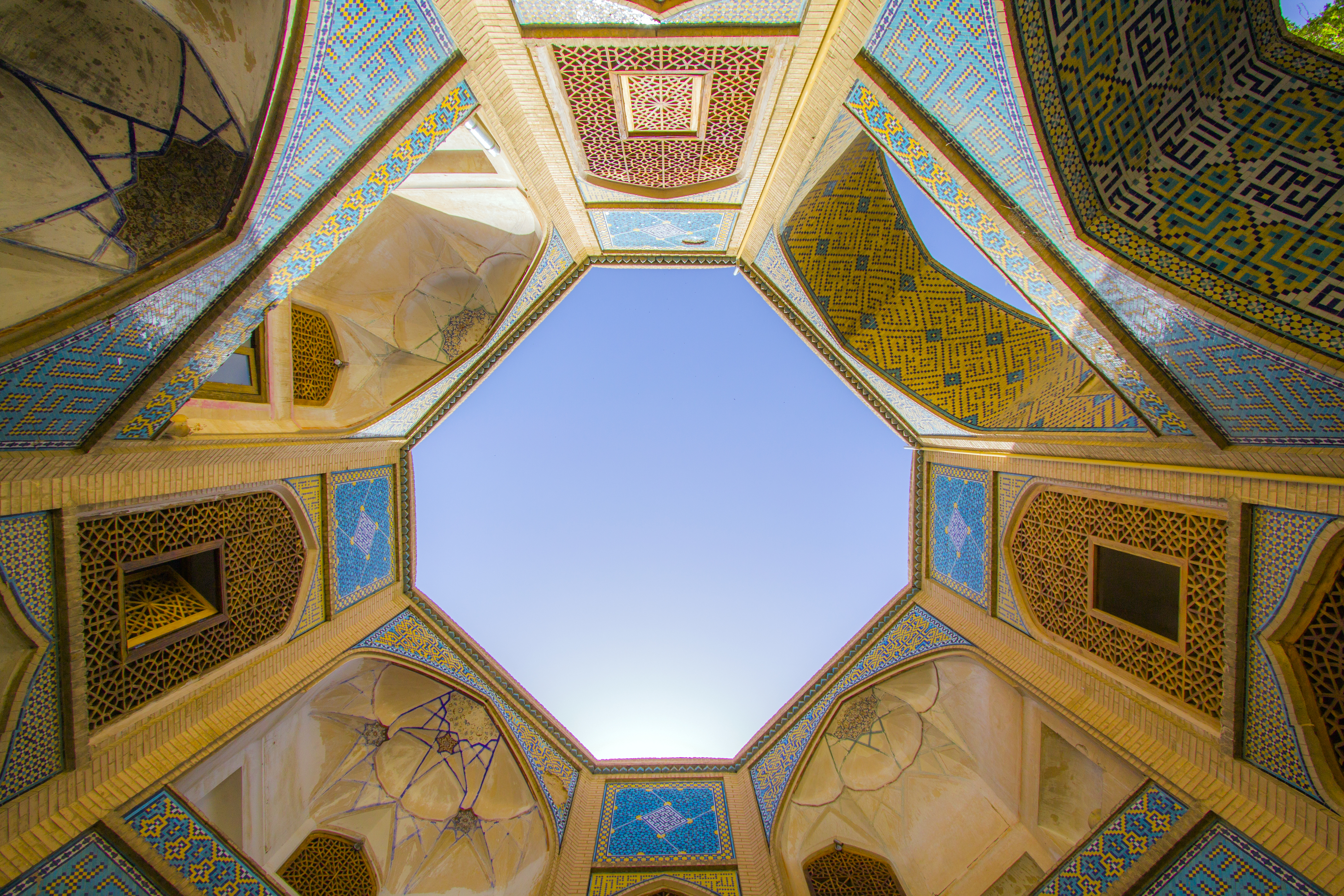
معماری باشکوه مدرسه چهارباغ اصفهان
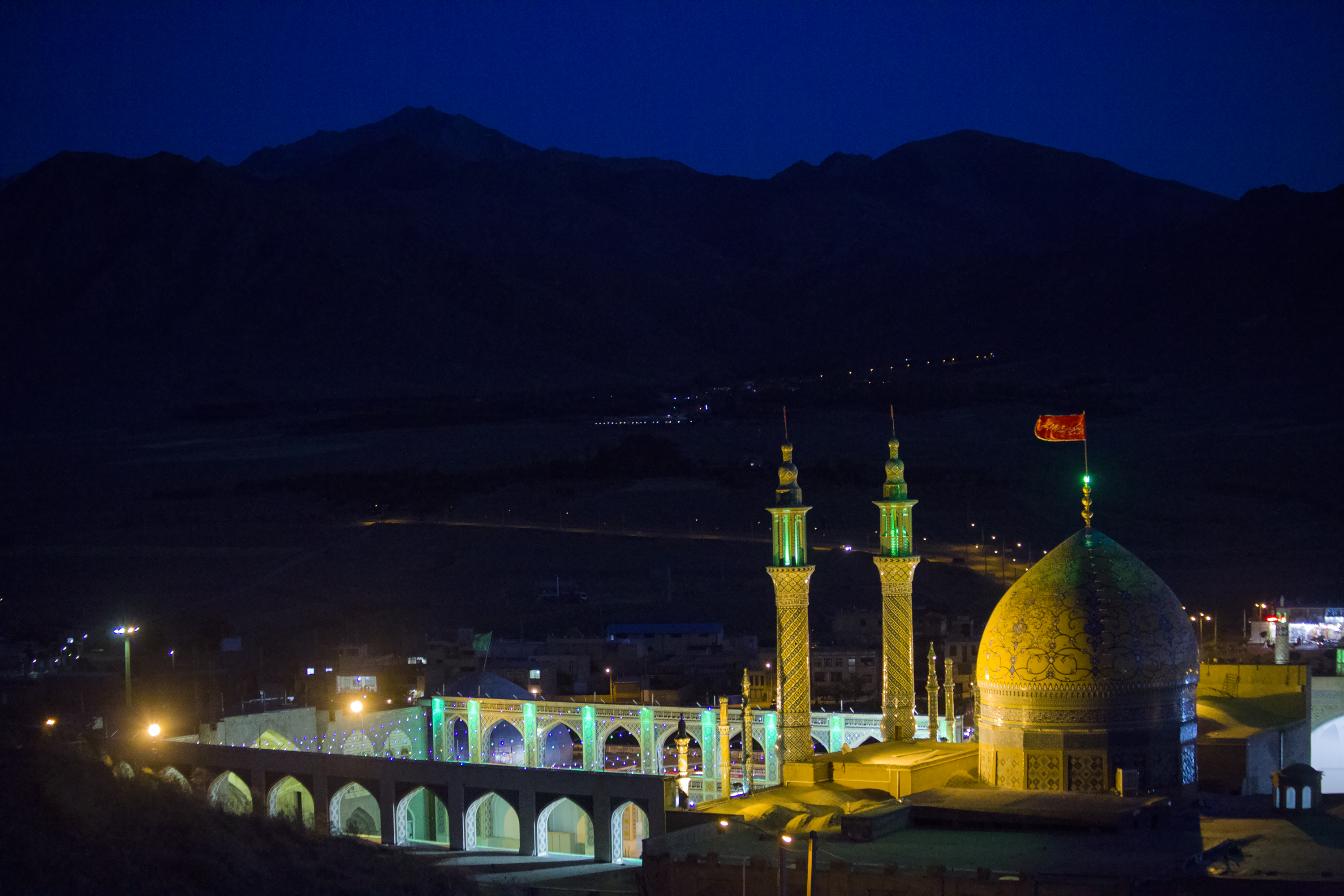
امامزاده سلطان علی ابن باقر در روستای مشهد اردهال از جاذبه های مذهبی ایران
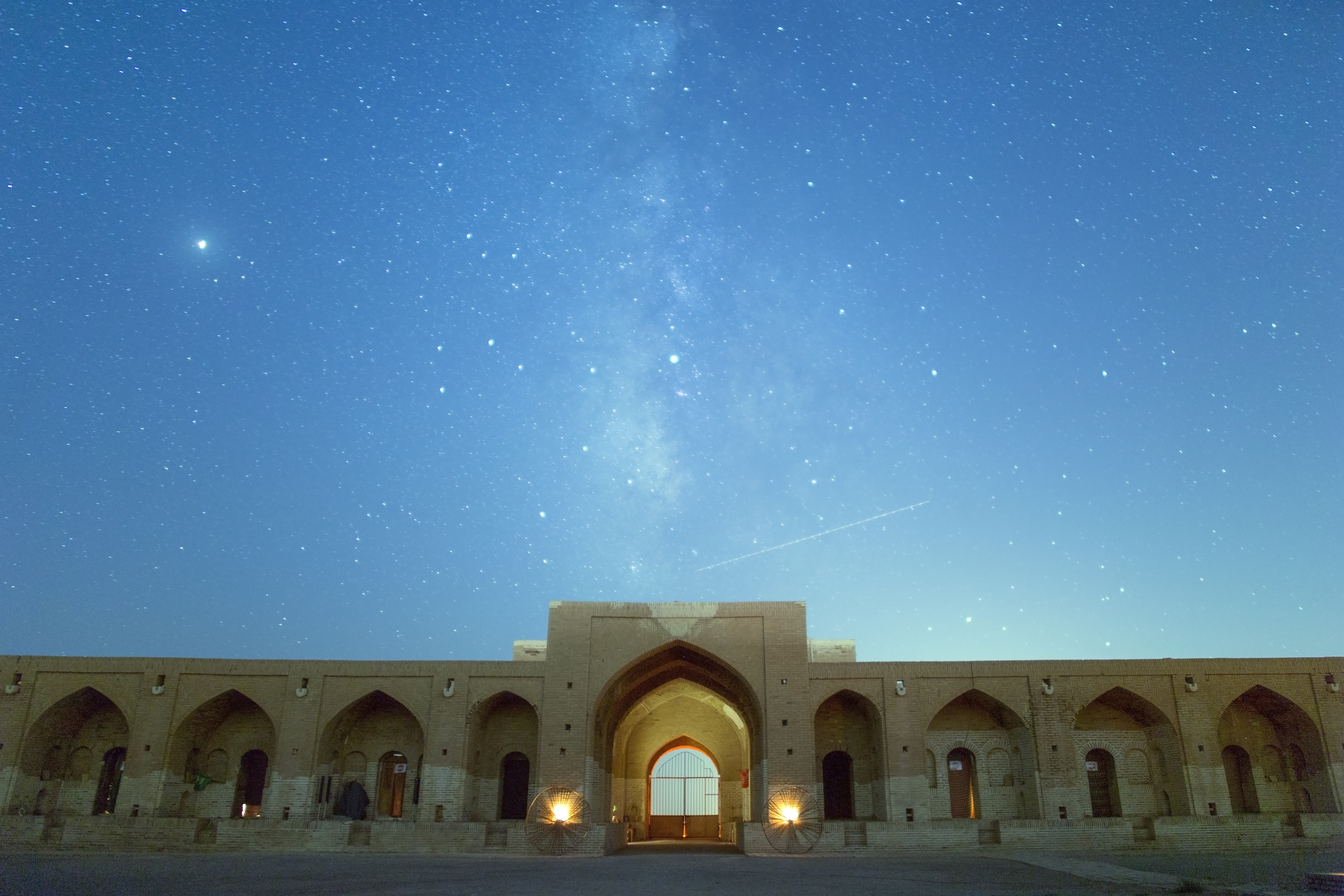
کاروانسرای دیرگچین در میانه پارک ملی کویر در ایران از معماری های تاریخی دوره صفوی
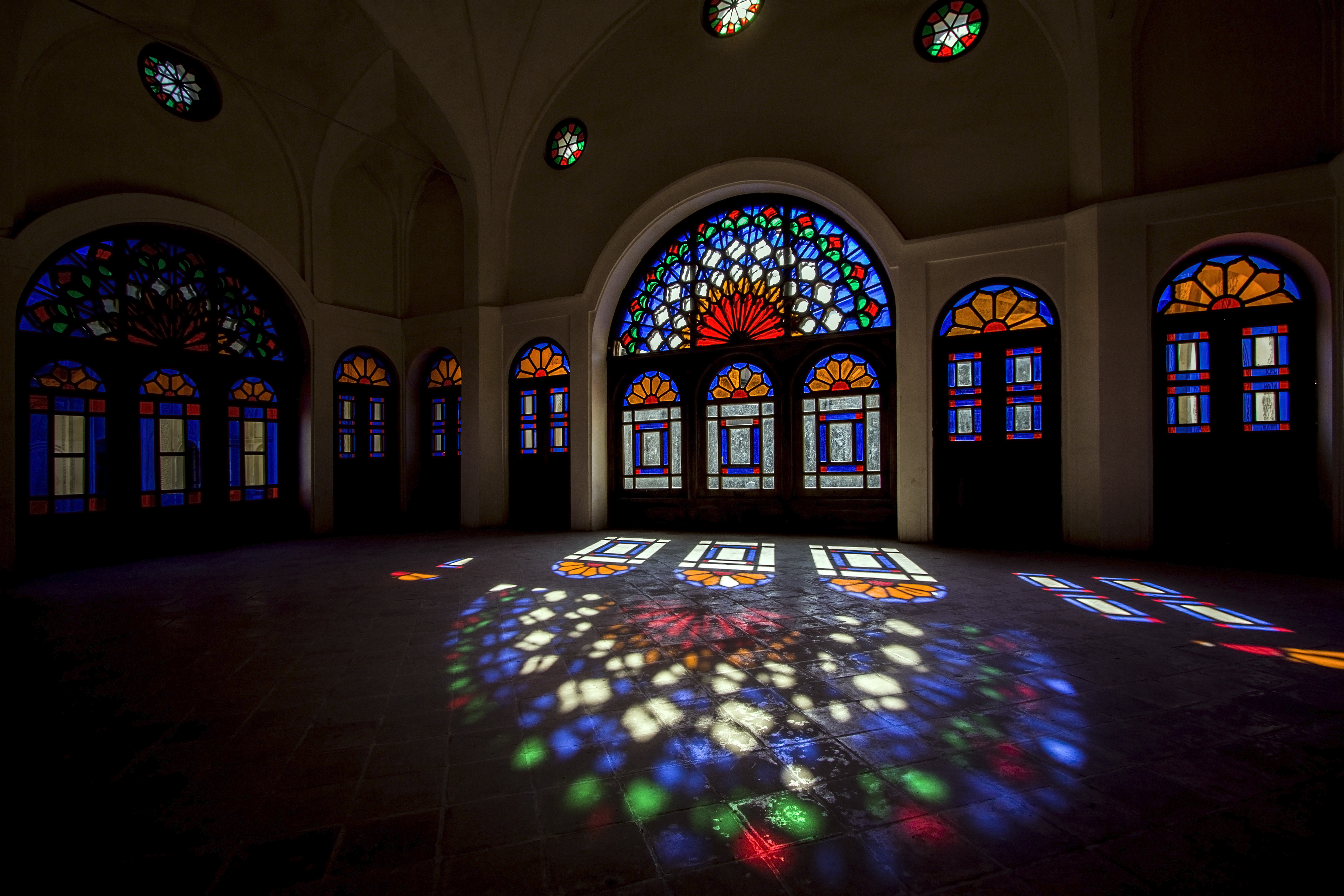
معماری زیبای خانه طباطبایی های شهر کاشان
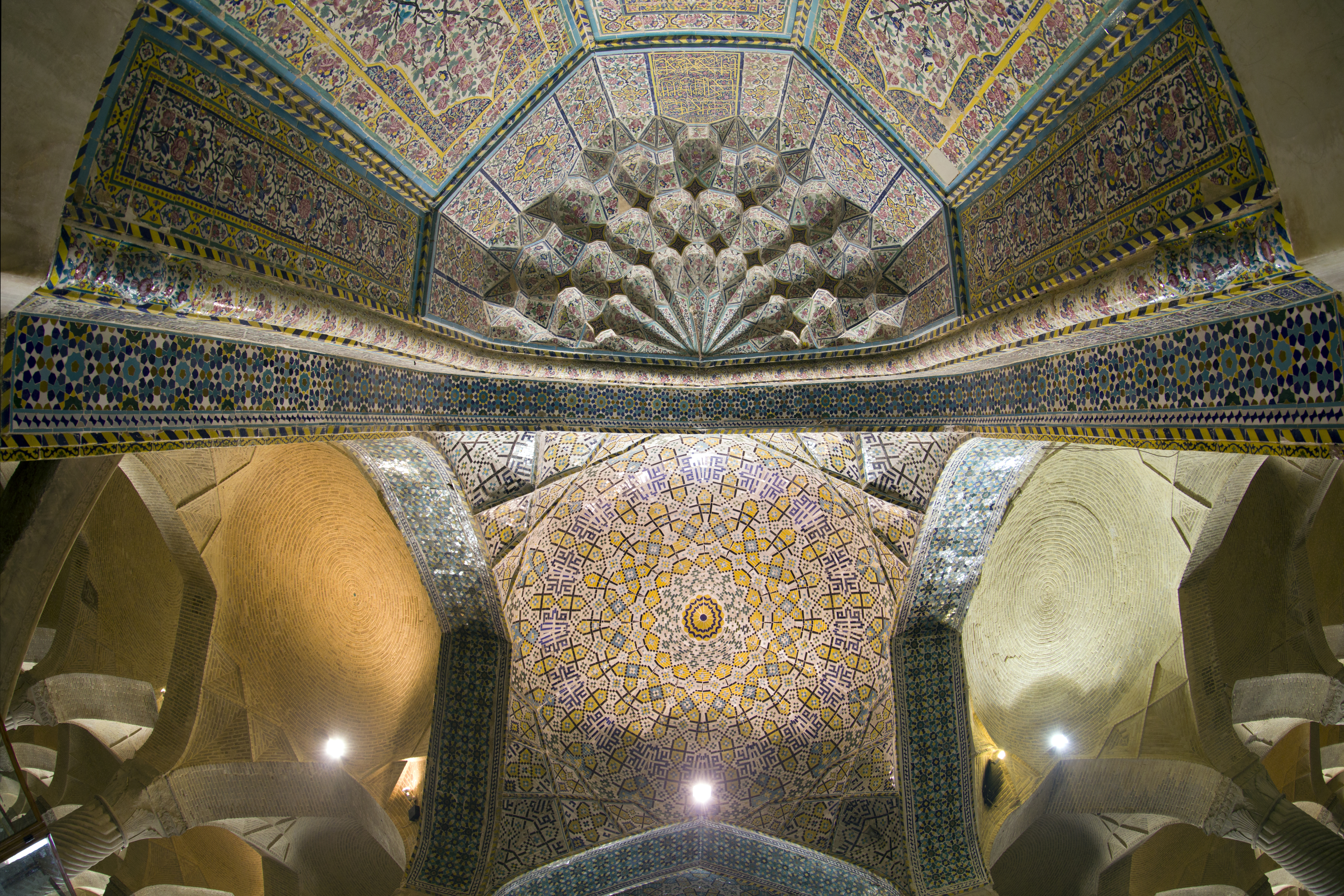
معماری محراب و سقف مسجد وکیل شیراز
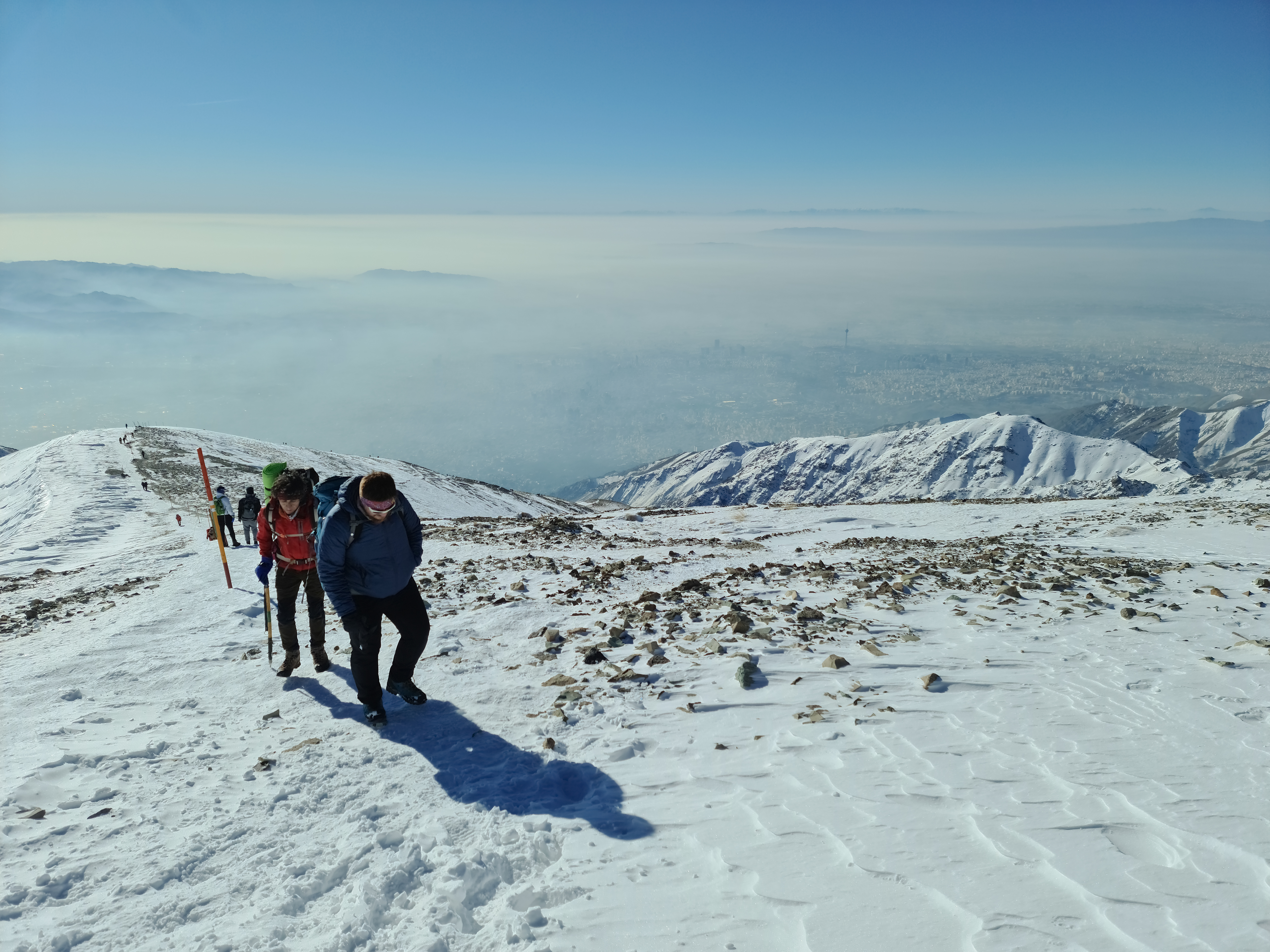
قله زیبای توچال از جاذبه های طبیعی ایران در اطراف شهر تهران